# Constantin Brâncuși. Coloana sau Lecția despre infinit (2001)
Constantin Brâncuși. Coloana sau Lecția despre infinit este un film românesc din 2001 regizat de Laurențiu Damian.